# Округ Логан (Кентаки)
Округ Логан (енгл. Logan County) је округ у америчкој савезној држави Кентаки.

## Демографија
По попису из 2010. године број становника је 26.835, што је 262 (1,0%) становника више него 2000. године.
| Група             | 2000.          | 2010.          |
| Белци             | 23.922 (90,0%) | 23.934 (89,2%) |
| Афроамериканци    | 2.025 (7,6%)   | 1.767 (6,6%)   |
| Азијати           | 45 (0,2%)      | 64 (0,2%)      |
| Хиспаноамериканци | 288 (1,1%)     | 651 (2,4%)     |
| Укупно            | 26.573         | 26.835         |